# حملة توعية بحرية بقيادة أوروبية في مضيق هرمز

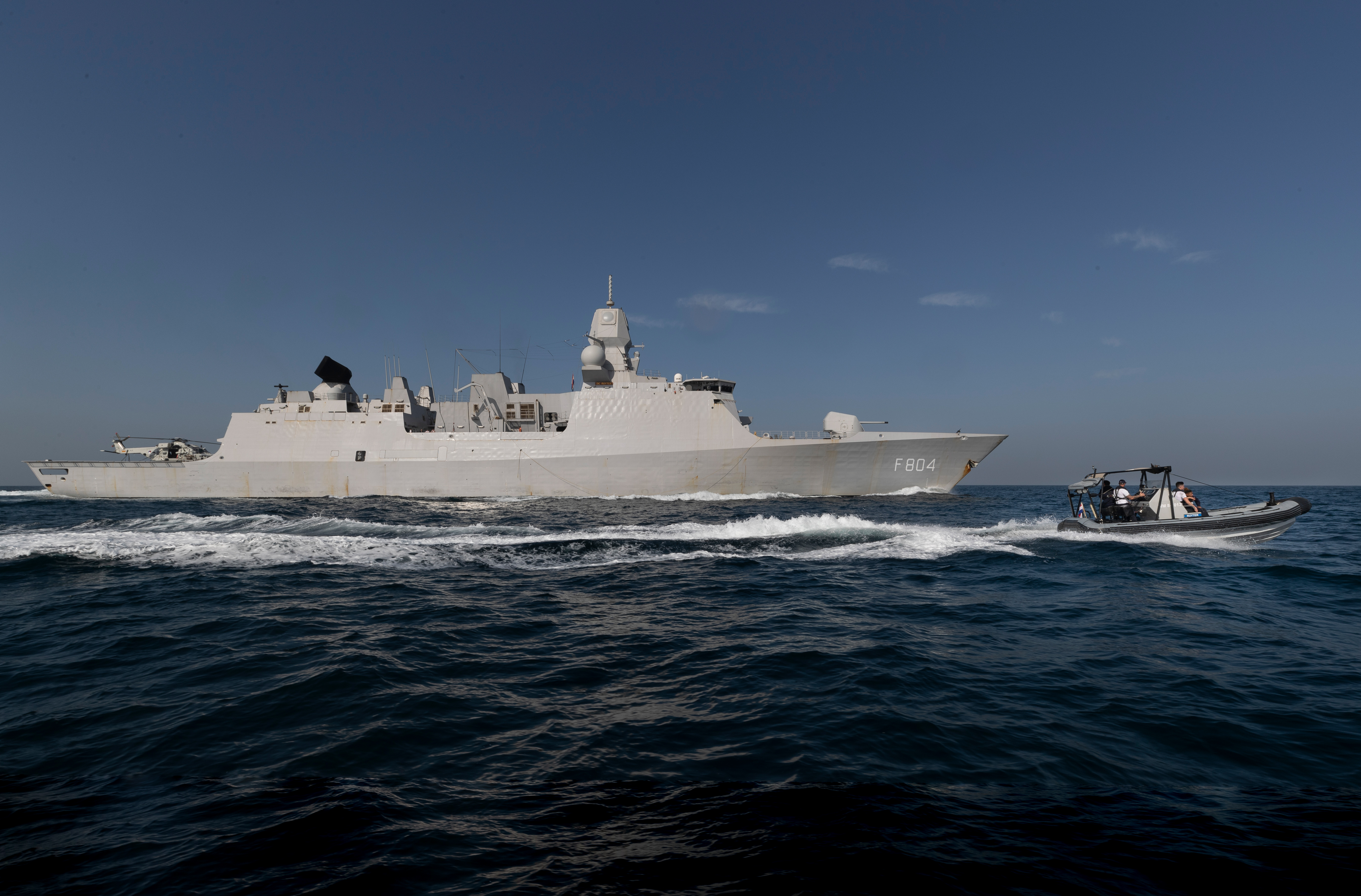
سفينة زد.إم.إس. دي روتر أثناء مهمة التوعية البحرية بقيادة أوروبا في مضيق هرمز، 29 فبراير 2020.

الوعي البحري الذي تقوده أوروبا في مضيق هرمز، والمعروف أيضًا باسم  EMASoH (إيماسوه)، هو مبادرة عسكرية متعددة الجنسيات تدعمها تسع دول أوروبية ويتم تنظيمها في إطار «تحالف الإرادة» الذي يعمل بشكل مستقل عن الاتحاد الأوروبي. في نطاق EMASoH ، بدأت عملية جديدة أطلق عليها اسم AGENOR في عام 2020، لزيادة الأمن البحري في المنطقة. يقع المقر التشغيلي لشركة AGENOR في القاعدة البحرية الفرنسية (Base Navale Française) في الإمارات العربية المتحدة منذ عام 2020.

## معرفتي
يعد مضيق هرمز نقطة اختناق إستراتيجية تربط الخليج بالمحيط الهندي. إلى الشمال إيران ومن الجنوب الإمارات العربية المتحدة ومسندم، معقل عُمان.
في المضيق الضيق عدة جزر: هرمز، الجزيرة التي أخذت منها هذه الصفة اسمه، كيش، قشم، أبو موسى وطنب الكبرى والصغيرة. هذه الجزر لها موقع استراتيجي مهم.
يبلغ عرض المضيق حوالي 21 ميلًا بحريًا (39 كيلومترًا) عند أضيق نقطة فيه، حيث تنقسم حركة الملاحة إلى طريقين، عرض كل منهما 2 ميلًا بحريًا. يمر المسار الغربي المتجه إلى الخليج عبر المياه الإقليمية لإيران، ويمر الطريق المتجه شرقا المتجه للخليج عبر المياه الإقليمية لسلطنة عمان. يوجد فاصل 2 ميلًا بحريًا بين الطريق المتجه شرقا وغربا لمنع الاصطدامات. المضيق عميق بما يكفي لأكبر ناقلات النفط.

### السياق الاقتصادي
برميل من النفط يوميًا عبر المضيق. خلال العام السابق كان هذا لا يزال من 15 إلى 16 مليون برميل. وتعادل هذه الكميات حوالي 35٪ من إجمالي النفط المنقولة بواسطة الناقلات وحوالي 20٪ من إجمالي النفط الخام المتداول في جميع أنحاء العالم.
يأتي النفط من إيران والعراق والكويت والمملكة العربية السعودية. في عام 2018، تم شحن 20.7 مليون برميل عبر المضيق. سيكون لإغلاق مضيق هرمز عواقب وخيمة على إمدادات النفط في جميع أنحاء العالم.

### تاريخ
في حزيران / يونيو 2019، تعرضت ناقلتان نفطيتان لهجوم قرب المضيق، اشتعلت النيران في إحداهما. أنقذت سفينة إيرانية طاقم كوكوكا كاريدجس وفرونت ألتير البالغ عددهم 44 فردا. في وقت سابق من ذلك العام، تعرضت أربع ناقلات أخرى للهجوم قبالة سواحل الإمارات العربية المتحدة. لا يزال السبب الدقيق للحوادث غير واضح. تم تعيين Boskalis ، وهي شركة تجريف هولندية عالمية رائدة ومزود خدمات بحرية، لإنقاذ الناقلتين المتضررتين. في يوليو 2019، تم الاستيلاء على ناقلة النفط البريطانية ستينا إمبيرو في المضيق وتم احتجاز سفينة أخرى وإطلاق سراحها لاحقًا. خلال عامي 2020 و 2021 تم الاستيلاء على ناقلات أخرى أو مهاجمتها في مضيق هرمز.
وقد لوحظ ارتفاع في انعدام الأمن وعدم الاستقرار في جميع أنحاء منطقة الخليج بأكملها، ولا سيما في مضيق هرمز في عام 2019، مع العديد من الحوادث البحرية وغير البحرية نتيجة التوترات الإقليمية المتزايدة. بسبب الوضع المضطرب في منطقة الخليج ومضيق هرمز ومن أجل تهدئة التوترات، أنشأت حكومات بلجيكا والدنمارك وفرنسا وألمانيا واليونان وإيطاليا وهولندا والبرتغال البعثة البحرية EMASoH في يناير. 20th ، 2020. منذ سبتمبر 2021، تشارك النرويج في EMASoH باعتبارها الدولة الأوروبية التاسعة.
بالتوافق التام مع اتفاقية الأمم المتحدة لقانون البحار (UNCLOS)، تساهم البعثة في العبور الآمن عبر مضيق هرمز على أساس مبدأ حرية الملاحة.
إيماسوه

## المهمة
EMASoH هي مبادرة سياسية ودبلوماسية تهدف إلى توفير قدرات مراقبة محسّنة في منطقة الخليج ومضيق هرمز وخليج عمان للحفاظ على الوعي بالأوضاع البحرية وطمأنة مشغلي الشحن التجاري من أجل تعزيز حرية الملاحة. يتكون EMASoH من المسار الدبلوماسي والمسار العسكري، يسمى عملية AGENOR. عملية AGENOR هي مهمة عسكرية تستخدم الأصول السطحية والجوية المقدمة طواعية من قبل الدول المشاركة في EMASoH. تؤكد العملية على الوحدة الأوروبية بموقف محايد، وتركز على خفض التصعيد والمساهمة في العبور الآمن عبر المنطقة. يعتزم EMASoH نزع فتيل التوترات والمساهمة في بيئة ملاحة آمنة. وتعتزم استعادة الثقة والأمن، من أجل طمأنة مشغلي الشحن التجاري المدنيين[بحاجة لمصدر].
من خلال القدرات السطحية والجوية، تقوم بمراقبة البيئة لتكوين وعي بالحالة البحرية الذاتية وغير متحيز لتمكينها من إعلام وطمأنة الشحن التجاري في منطقة العمليات. حاليًا، تقدم سبع دول أوروبية الدعم العسكري لعملية AGENOR بالأفراد والأصول، بينما تقدم ألمانيا والبرتغال الدعم السياسي فقط للمسار الدبلوماسي لـ EMASoH.

### AGENOR - المسار العسكري لـ EMASoH
يقع مقر قوة أجينور (FHQ) في الإمارات العربية المتحدة ويمكن نشره على قدميه كلما لزم الأمر. تسمح الشراكة مع الإمارات العربية المتحدة لـ EMASoH بأن يكون في المقدمة وأن يراقب بدقة الوضع الأمني العام من أجل الاستقرار الإقليمي. على المستوى التشغيلي، يقود عملية AGENOR قائد عمليات فرنسي من خلال مقره العملياتي (OHQ). قائد العملية الحالي هو نائب الأدميرال الفرنسي األدميرال إيمانويل سالرز. على المستوى التكتيكي، هناك فرقة عمل تسمى CTF 474 (المذكورة أعلاه AGENOR)، يقودها حاليًا قائد القوات الإيطالية، الأدميرال ستيفانو كوستانتينو.
عادة ما تستفيد عملية AGENOR من الأصول البحرية السطحية (عادة فرقاطتان) بالاقتران مع الأصول الجوية مثل طائرات الدوريات البحرية. تعمل هذه الوحدات إما تحت الدعم المباشر أو المرتبط. في الحالة الأخيرة، سيكون للأصول أيضًا مهام أولية أخرى تؤديها في المنطقة. توفر الأصول العسكرية التوعية بالأوضاع البحرية في منطقة العمليات وتؤدي مهام الطمأنينة لصالح السفن التجارية في المنطقة المجاورة، من خلال إجراء مكالمات طمأنة ومرافقة عبر مضيق هرمز. يمكن للمشغلين البحريين التجاريين الإبلاغ عن الشحن في منطقة العمليات إلى EMASoH «منطقة الإبلاغ الطوعي» (VRA).
| تاريخ                         | قادة                             | بلد      |
| ----------------------------- | -------------------------------- | -------- |
| 20 يناير 2020 - 20 مايو 2020  | العميد البحري إريك جانيكوت       | فرنسا    |
| 20 مايو 2020 - 1 سبتمبر 2020  | الكابتن لوديفيك بواتو            | فرنسا    |
| 1 سبتمبر 2020 - 13 يناير 2020 | الكابتن اكريستوف كلوزيل          | فرنسا    |
| 13 يناير 2021 - 17 أبريل 2021 | العميد البحري كارستن فيورد-لارسن | الدنمارك |
| 17 أبريل 2021 - 15 يوليو 2021 | العميد البحري أندرس فريس         | الدنمارك |
| 15 يوليو 2021 - 9 يناير 2022  | النقيب برونو دي فيريكورت         | فرنسا    |
| 9 يناير 2022 - 1 مارس 2022    | النقيب نيكولا دو شين             | فرنسا    |
| 1 مارس 2022 - 6 يوليو 2022    | العميد البحري تانغي بوتمان       | بلجيكا   |
| 6 يوليو 2022 - 27 يناير 2023  | العميد البحر استيفانو كوستانينو  | إيطاليا  |
| 27 يناير 2023 - شاغل الوظيفة  | العميد البحررينو فلامانت         | بلجيكا   |

### المسار الدبلوماسي لـ EMASoH
الدنماركي جاكوب بريكس تانج. تم توقيع مذكرة التفاهم الخاصة (SCR) من قبل مجموعة الاتصال السياسي (PCG) وتعمل بالتنسيق الوثيق مع عواصم EMASoH. يهدف المسار الدبلوماسي إلى تحديد طرق تهدئة التوترات وتعزيز بناء الثقة في المجال البحري على أساس حوار إقليمي واسع حول الأمن البحري.
| تاريخ                          | السفير                       | بلد      |
| ------------------------------ | ---------------------------- | -------- |
| 17 فبراير 2020 - 16 أغسطس 2020 | السفيرة جانيت سيبن           | الهولندا |
| 17 أغسطس 2020 - 31 أغسطس 2021  | السفيرة جولي إليزابيث بروزان | الدنمارك |
| 1 سبتمبر 2021 - شاغل الوظيفة   | جاكوب بريكس تانج.            | الدنمارك |

## روابط خارجية
- https://www.linkedin.com/company/emasoh
- https://www.twitter.com/EMASOH_AGENOR
- https://www.instagram.com/emasoh_agenor